# Paris Gare de l'Est
Station Paris-Est (Parijs Oost), lokaal en internationaal vaak aangeduid als Gare de l'Est, is een van de zeven grote kopstations in Parijs (Frankrijk). Het bevindt zich in het 10e arrondissement, iets ten zuidoosten van het Gare du Nord. Het verwerkt 34 miljoen reizigers per jaar en komt daarmee op de vijfde plaats van Parijse spoorwegstations.

## Geschiedenis
Gare de l'Est werd in 1849 door de Compagnie du chemin de fer de Paris à Strasbourg geopend onder de naam Embarcardère de Strasbourg ("aankomstplaats van Straatsburg") en was de terminus van de lijn naar Straatsburg. In 1854 werd het door de maatschappij, die inmiddels Compagnie de l'Est was gaan heten, uitgebreid wegens het openen van een nieuwe spoorlijn naar Mulhouse. Het kreeg toen zijn huidige naam. Diverse uitbreidingen zouden nog volgen, en in 1885, 1900 en 1931 werd het station ingrijpend verbouwd.
Op 4 oktober 1883 vertrok in Parijs vanaf het Gare de l'Est de eerste Oriënt-Express met bestemming Constantinopel.

## Bestemmingen
Op het station stoppen zowel internationale treinen met bestemmingen in Luxemburg, Duitsland en Centraal-Europa als nationale treinen die de oostelijke regio Grand Est met Parijs verbinden. Daarnaast is het station eindpunt voor de regionale TER trein uit Grand Est en regionale treinen uit Seine-et-Marne van de Transilien lijn P.
Vanaf 2007 verbindt dit station middels de LGV Est Parijs met Straatsburg en Metz - Saarbrücken.
Onder het station bevindt zich het metrostation Gare de l'Est van de metro van Parijs.

## Bedieningsgebied

Bedieningsgebieden van de Parijse kopstations
----

Gare d'Austerlitz · Gare de la Bastille (gesloopt) · Gare de Bercy · Gare de l'Est · Gare de Lyon · Gare Montparnasse · Gare du Nord · Gare d'Orsay (hergebruikt als museum) · Gare Saint-Lazare · Lijst van RER-stations
- Bibliothèque nationale de France: cb12368617h (data)
- Gemeinsame Normdatei: 4407674-5
- Library of Congress Control Number: no2014085872
- Nationale Bibliotheek van Israël: 987007290553205171
- Système universitaire de documentation: 174869045
- Virtual International Authority File: 305247364